# František Hruška (hudební skladatel)

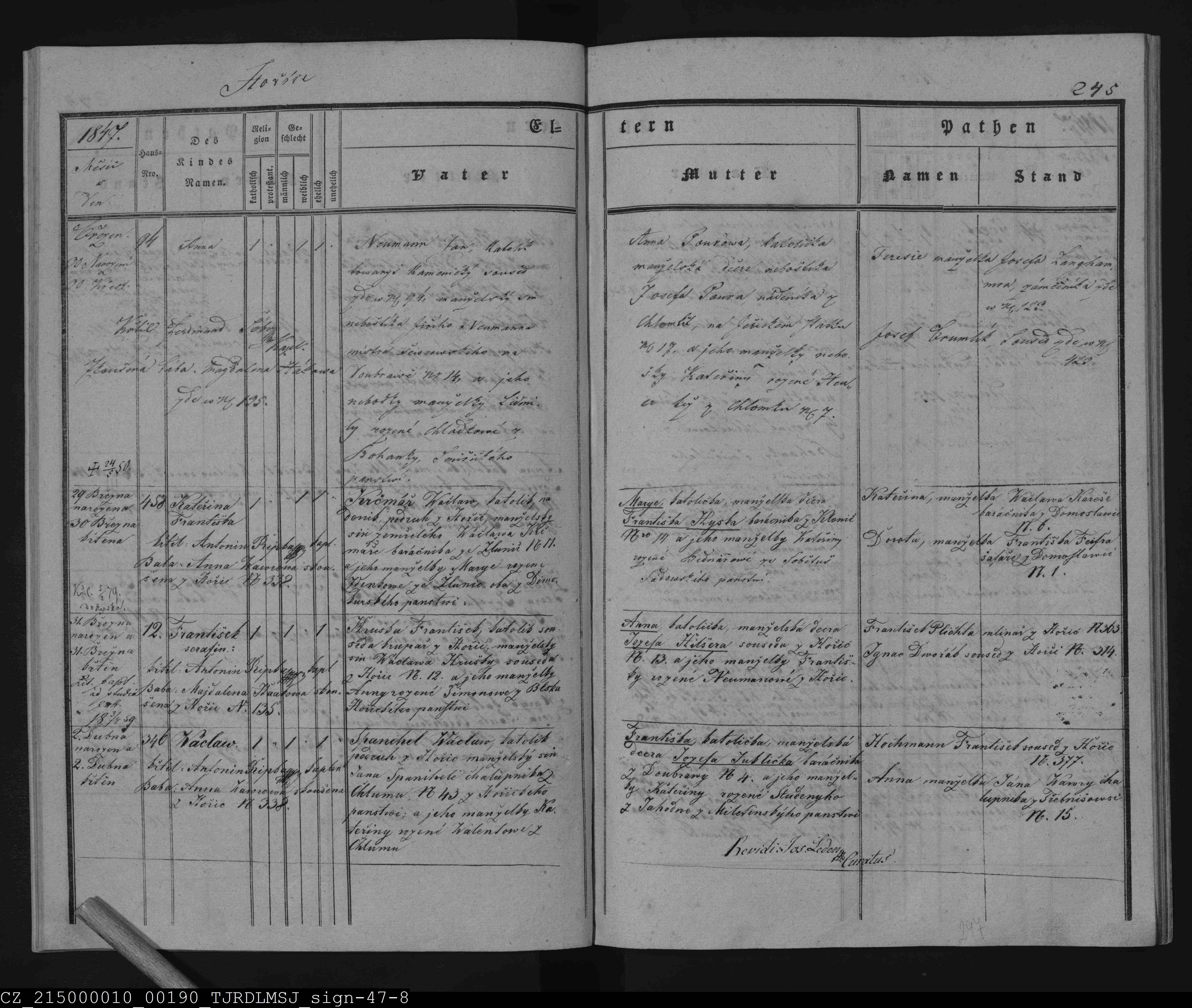
Matrika se záznamem o narození Františka Hrušky

František Hruška (31. března 1847 Hořice v Podkrkonoší – 2. srpna 1889 Mladá Boleslav) byl český hudební skladatel, varhaník, dirigent a hudební pedagog.

## Život
Studoval na pražské Varhanické škole (1865–1867) a zároveň byl výpomocným houslistou, poté (1867–1870) členem orchestru Prozatímního divadla a současně zastupoval varhaníka v chrámu sv. Mikuláše v Praze na Malé Straně, kapelníkem Švandovy divadelní společnosti (1870–1872), později ředitelem kůru a městským kapelníkem ve Dvoře Králové (1872–1874). Hruška byl již tehdy průkopníkem cecilské reformy chrámové hudby, jejíž vedoucí osobností byl Franz Xaver Witt. Jeho mše spolu s díly Františka Zdeňka Skuherského, Josefa  Foerstra staršího, Giovanniho Pierluigiho da Palestriny i gregoriánskými mešními responsorii uváděl Hruška ve zdejším chrámu s 20-24členným sborem, pro jehož zkvalitnění zde po dva roky vedl pěveckou školu.
Od podzimu 1874 působil Hruška do konce života v Mladé Boleslavi jako ředitel kůru, sbormistr "Zpěváckého spolku Boleslav", od roku 1875 jako vedoucí jeho pěvecké školy a průpravného dětského sboru a od roku 1882 též jako učitel zpěvu na mladoboleslavském gymnáziu.
Pěvecký sbor s Boleslav byl založen roku 1857 s  názvem "Jungbunzlauer Männergesang Verein". Poprvé vystoupil 17. 8. 1857 při oslavě narozenin císaře Františka Josefa, první samostatný koncert se uskutečnil 18.11. 1857 s reprízou 21. 11. v Kosmonosích, načež 8. 12. 1857 sbor poprvé účinkoval při bohoslužbě provedením mše Josefa Krejčího za řízení operního pěvce Jana Ludvíka Lukese. Další činnost sboru měla podobný charakter a pokračuje i v současnosti (2023), kdy těleso nese název "Smíšený pěvecký sbor Boleslav". V roce 1869 bylo rozhodnuto, aby byl zřízen ženský sbor, který by spoluúčinkoval s Boleslavem, v té době ještě mužským sborem. Dostal název Mlada, vedl ho člen Boleslava Václav Folprecht a roku 1878 se stal součástí Boleslava, který se tím stal sborem smíšeným.  V květnu roku 1874 vypsala městská rada v Mladé Boleslavi konkurs na místo ředitele kůru v  mladoboleslavských chrámech, který měl provést reformu chrámové hudby a v souvislosti s tím vést pěveckou školu. Vybrán byl František Hruška, který pak byl v tomto roce i v následujících letech vždy zvolen také "ředitelem" sboru Boleslav, který od svého založení působil jako civilní i chrámový mladoboleslavský sbor. Reforma, nazývaná cecilskou, směřovala k tomu, aby chrámová hudba vedla účastníky bohoslužeb k dokonalejšímu vnímání zhudebněných textů, které měly znít srozumitelně, buď bez nástrojového doprovodu neb o s doprovodem, vylučujícím tehdy i při chrámových produkcích oblíbené smyslově dráždivé efekty, typické v některých druzích světské hudby. Hruška se při uskutečňování cecilské reformy zpočátku setkával se zásadním neporozuměním značné části veřejnosti. Během několika let ale nastudoval nový obsáhlý repertoár, v němž dominovaly mše a jiné chrámové skladby představitelů cecilského hnutí: jeho vedoucí osobnosti Franze Xavera Witta, Carla Greitha, Johanna Caspara Aiblingera, Františka Zdeňka Skuherského, Josefa Foerstra st. a jeho vlastní, dále v něm byla díla skladatelů jako Giovanni Pierluigi da Palestrina, Andrea Gabrieli, Hans Leo Hassler, Georg Friedrich Händel, Wolfgang Amadeus Mozart (Rekviem), Ferenc Liszt (oratorium Christus), Felix Mendelssohn-Bartholdy (Ave Maria) a další. Ve prospěch pořízení nových varhan se uskutečnily dva duchovní koncerty v městském divadle. Jako chrámový sbor působil "Boleslav" v redukovaném obsazení. Dvořákovo oratorium Stabat mater bylo v letech 1882-84 provedeno třikrát v kostele v H. úpravě doprovodu pro varhany a dvakrát civilně s orchestrem. Ve světském repertoáru byla i Smetanova Česká píseň, Fibichova Jarní romance, dále čtyři opery včetně Smetanovy Prodané nevěsty (poprvé 29. 11. 1879), ale i operety Jacquesa Offenbacha, Franze von Suppého a od dnes zapomenutých českých autorů.  Orchestrální doprovod a provedení orchestrálních skladeb v civilním prostředí obstarával zprvu vojenský orchestr místního pluku, jehož nabízené účinkování v kostele H. odmítl, později H. založil instrumentální odbor Boleslava, jehož členové kromě doprovázení sboru hráli i instrumentální skladby na koncertech mj. k poctě Bedřicha Smetany, Antonína Dvořáka a Karla Bendla za účasti oslavenců. Hruška sám účinkoval jako houslista a spolu se svým bratrem Josefem jako člen mužského pěveckého kvinteta Kytara. Občasné výlety sboru do okolních měst byly většinou spojeny s jeho s provedením některé mše v kostele a někdy též s odpoledním koncertem. Sdružení pěveckých sborů, založené roku 1899, bylo nazváno "Hruškova pěvecká župa pojizerská".
František Hruška napsal 13 mší, z nichž jsou nejvíc oceňovány Ecce Dominus veniet, Missa in honorem ss. Nominis Jesu, Missa Velehradiensis, Missa in honorem ss. Joannis Nepomucenus a Missa in honorem ss. Caroli Borromeus. Za mši Gaudeamus omnes, věnovanou litoměřickému biskupovi, od něj dostal zlatý prsten. Dále František Hruška napsal řadu motet, dvě Te Deum, několik nešpor aj. Jeho chrámové skladby zaznívaly na domácích kůrech, ale pronikly i do zahraničí. Méně početné a významné jsou Hruškovy světské skladby, mezi nimiž převládají slavnostní a příležitostné sbory, předehry a hudby k činohrám.
Hruškův starší bratr Josef byl výborným zpěvákem, dcera Františka Hrušky Marie Hrušková byla výbornou klavíristkou, syn Jaromír František Hruška (1880–1954) i vnuk Jaromír Ludvík Hruška (1910–1984) byli oba varhaníky, řediteli kůrů a skladateli.